# Mariamme
Mariamme (en grec antic Μαριάμμη) va ser una ciutat de Síria, que depenia d'Arwad.
Quan Estrató, fill de Gerostrat rei d'Arados es va rendir a Alexandre el Gran, les dependències d'Arados, Mariamme, Maratos (Marathus) i Sigon, van quedar tanmateix sotmeses, segons diu Flavi Arrià. Claudi Ptolemeu la situa al districte de Cassiotis.